# Ханфорд (Вашингтон)
Ханфорд, Хэнфорд (англ. Hanford) — небольшой город в округе Бентон, штат Вашингтон. Все население города, вместе с населением соседнего города Уайт Блаффс, было отселено в 1943 году для строительства на месте города Хэнфордского комплекса — одного из предприятий по производству радиоактивных материалов для американской программы производства ядерного оружия (Манхэттенский проект). Город располагался на месте нынешнего сектора «100F» Хэнфордского комплекса.
Город был основан в 1907 году и к 1925 году достиг расцвета. В городе были гостиница, банк, начальная и высшая школы. В 1943 году территория города была экспроприирована правительством США. Все здания были снесены, за исключением здания Хэнфордской высшей школы. В этом здании располагалось управление строительных работ Хэнфордского комплекса.